# Wyższa Szkoła Zarządzania i Bankowości w Krakowie
Wyższa Szkoła Zarządzania i Bankowości w Krakowie (WSZIB) – uczelnia niepubliczna, uzyskała wpis do Księgi Rejestru Uczelni Niepaństwowych Nr 55 z dnia 11.05.1995 r. oraz z dn. 19 marca 2004 r.

## Władze
Źródło:
- Rektor: mgr Krzysztof Roszczynialski
- Prorektor ds. ogólnych: dr inż. Bohdan Makary
- Prorektor ds. kształcenia: dr Aneta Ziółkowska, prof. WSZiB
- Kanclerz: dr Borys Makary

### Dziekani wydziałów
Źródło:
Wydział Nauk Stosowanych
- Dziekan: dr Bartosz Wojciech Banduła, prof. WSZiB
- Prodziekan Wydziału Nauk Stosowanych: dr Magdalena Kowalska-Musiał
- Prodziekan Wydziału Nauk Stosowanych: dr Artur Figurski, prof. WSZiB
- Prodziekan Wydziału Nauk Stosowanych: dr inż. Dominika Woźny, prof. WSZiB
- Prodziekan Wydziału Nauk Stosowanych: dr inż. Janusz Majewski
- Prodziekan Wydziału Nauk Stosowanych, Pełnomocnik Rektora ds. kół naukowych: dr Justyna Michniak-Szladerba

## Kierunki
Źródło:

### Studia pierwszego stopnia(licencjackie i inżynierskie)
Zarządzanie
I stopień – studia licencjackie
- Logistyka w przedsiębiorstwie
- Technologie informatyczne i wizualizacja danych w biznesie
- Zarządzanie zasobami ludzkimi
- Zarządzanie przedsiębiorstwem
- Reklama i promocja on-line

Finanse i Rachunkowość
I stopień – studia licencjackie
- Audyt i rewizja finansowa
- Finanse przedsiębiorstwa
- Automatyzacja i robotyzacja procesów finansowo-księgowych
- Rachunkowość

Marketing Cyfrowy
I stopień – studia licencjackie
- Technologie cyfrowe w marketingu
- Marketing i social media

Komunikacja i Psychologia w Biznesie
I stopień – studia licencjackie
- Coaching kariery
- Menager HR

Przedsiębiorczość Cyfrowa
I stopień – studia licencjackie
Informatyka
I stopień – studia inżynierskie
- Bazy danych
- Systemy i sieci komputerowe
- Programowanie obiektowe

Logistyka
I stopień – studia inżynierskie
- Systemy informatyczne w logistyce
- Menedżer logistyki

### Studia drugiego stopnia
Zarządzanie
II stopień – studia magisterskie
- Zarządzanie kadrami
- Digital marketing i social media
- Informatyka stosowana w biznesie
- Prawo w biznesie
- Menadżer projektów inwestycyjnych
- Zarządzanie zakupami i łańcuchem dostaw

Finanse i Rachunkowość
II stopień – studia magisterskie
- Technologie cyfrowe w rachunkowości
- Controlling i audyt finansowy
- Rachunkowość przedsiębiorstw i obsługa biur rachunkowych
- Podatki, należności i wierzytelności

Informatyka Stosowana
II stopień – studia magisterskie
- Technologie Informatyczne w Big Data
- Software Engineering i Produkcja Oprogramowania

### Finanse i prawo
- Rachunkowość

### Zarządzanie
- Zarządzanie wizerunkiem osób i instytucji
- Lean Sigma Expert for Services współorganizowane z firmą LUQAM
- Akademia menedżera (studia menedżerskie)
- Manager Projektów AI – współorganizowane z firmą LUQAM
- Automotive Quality Expert – współorganizowane z firmą LUQAM
- Lean Sigma Academy – współorganizowane z firmą LUQAM
- Menedżer jakości i bezpieczeństwa żywności – współorganizowane z firmą LUQAM
- Menedżer ds. zakupów – współorganizowane z firmą LUQAM
- TPM Champion. Utrzymanie ruchu w praktyce – współorganizowane z firmą LUQAM
- Zarządzanie produkcją w praktyce – współorganizowane z firmą LUQAM
- Manager Industry 4.0 – współorganizowane z firmą LUQAM
- Zarządzanie w zamówieniach publicznych

### Zarządzanie zasobami ludzkimi
- Coaching
- Psychologia wpływu i komunikacja perswazyjna w biznesie i przywództwie
- Zarządzanie zasobami ludzkimi

### Informatyczne
- Programista Python
- Java Web Developer
- Analityka biznesowa
- Specjalista ds. Cyberbezpieczeństwa